# Xiguit
Xiguit también conocida por su nombre chino Shiguai  léase Shi-Kuái (en chino:石拐区 , pinyin:Shí guǎi qū , en mongol:Шигуай тойрог, transliteración:Siɣuyitu toɣoriɣ , lit: Un lugar con bosques)  es un distrito urbano
bajo la administración directa de la ciudad-prefectura de Baotou en la provincia de Mongolia Interior, República Popular China. 
El distrito tiene un área total de 619 kilómetros cuadrados con una población en 2010 de 36 000 habitantes. En 2016, el valor de producción total fue de 10 361 millones de yuanes, un aumento del 7,5% con respecto a 2015. 

## Administración
El distrito de Xiguit se divide en 8 pueblos que se administran en 6 subdistritos, 1 villa y 1 sumu.

## Geografía
El distrito de Xiguit está ubicado en el interior de las montañas Deqing (大青山) que pertenece al sistema de Montañas Yin  de Mongolia interior, en el centro del Triángulo Dorado de Hubao (呼包鄂) ,  término de conurbación que son las iniciales de las ciudades Hohhot , Baotao y Ordos. La zona edificada tiene aproximadamente 5,5 kilómetros de norte a sur y 4,1 kilómetros de este a oeste, con un área planificada de 14,64 kilómetros cuadrados y un área de construcción de 10,74 kilómetros cuadrados.  
Topografía
El territorio del distrito es una zona de montañas, colinas y de barrancos. El pico más alto llega a los 1856 metros sobre el nivel del mar y el punto más bajo es de 1150 metros. El distrito tiene un clima seco continental templado. El clima se caracteriza por inviernos largos y fríos, y veranos cortos y calurosos acompañados de lluvia. La temperatura media anual es de 5.2 °C.